# 12. SS-Panzer-Division "Hitlerjugend"
La 12. SS-Panzer-Division "Hitlerjugend" fu una formazione corazzata delle Waffen-SS, impiegata dalla Germania nazista durante la seconda guerra mondiale.
Costituita da reclute giovanissime, profondamente ideologizzate, provenienti dalla Hitler-Jugend guidate da sottufficiali e ufficiali esperti veterani dei combattimenti sul fronte orientale nei quadri della "Leibstandarte SS Adolf Hitler", la divisione corazzata venne schierata sul fronte occidentale e partecipò dal 7 giugno 1944 agli scontri con le forze di spedizione alleate, combattendo principalmente nel settore di Caen, macchiandosi di massacri ed esecuzioni sommarie sia contro la popolazione francese, come il massacro di Ascq, sia contro i prigionieri alleati catturati in seguito allo sbarco in Normandia.
Sotto il comando di giovani, aggressivi e fanatici ufficiali delle Waffen-SS come Kurt Meyer, Fritz Witt e Max Wünsche, i soldati della "Hitlerjugend" dimostrarono grande combattività e, dopo il fallimento dei loro contrattacchi, difesero a lungo con successo le posizioni a Caen, subendo pesanti perdite ma rallentando fino all'ultimo l'avanzata alleata e favorendo la ritirata dell'esercito tedesco dalla Normandia.

## Storia
La divisione fu costituita il 1º maggio 1943 con il reclutamento di circa 8.000 giovani tedeschi, nati nel 1926, che provenivano dalla Gioventù hitleriana. Gli ufficiali, invece, provenivano dalla "Leibstandarte SS Adolf Hitler" ed erano in maggioranza veterani del fronte orientale.

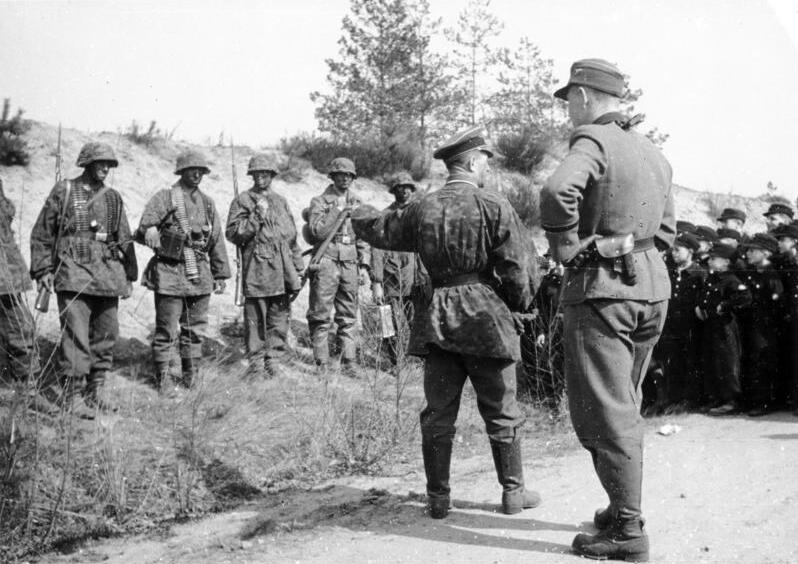
Durante la fase di addestramento, i granatieri della 12. SS-Panzer-Division "Hitlerjugend" vengono mostrati ai fanciulli della Gioventù hitleriana, giunti in visita il 21 marzo 1944.

La base dell'addestramento militare fu fissata a Beverloo, in Belgio, e gli istruttori, per la maggior parte veterani della "Leibstandarte", adottarono una nuova tecnica di addestramento, basata su esercizi militari realistici, l'addestramento a quella che oggi verrebbe definita "guerra psicologica", il tutto combinato con giochi e sport. Tutto ciò, unito al fanatismo di questi giovani soldati, in poco tempo contribuì a rendere 12. SS-Panzer-Division "Hitlerjugend" una delle più temute dagli Alleati e dai civili francesi, che sperimentarono la ferocia inumana di quei ragazzi indottrinati durante il massacro di Ascq.
Una cinquantina di italiani della "Leibstandarte" vennero assegnati nella primavera del 1944 alla 12ª divisione HitlerJugend, finendo a combattere in Normandia. Una decina di superstiti della HJ fecero ritorno in Italia solo nel gennaio del '45.

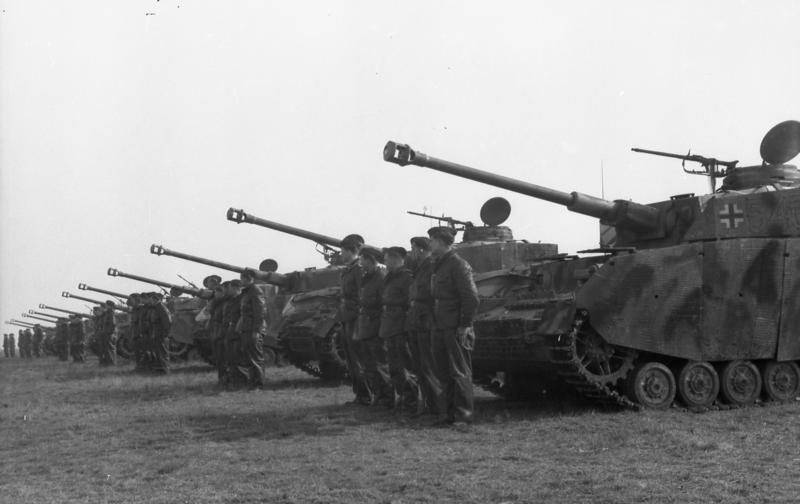
Esercitazioni in Belgio nei primi mesi del 1944.

Agli inizi di giugno 1944 la divisione terminò l'addestramento e l'SS-Brigadeführer Fritz Witt, un veterano della "Leibstandarte" ottenne il comando; l'unità venne equipaggiata con 81 Panzer V Panther ausf A/G, 104 Panzer IV ausf H/J, con alcuni cacciacarri Jagdpanzer IV L/70, e con un certo numero di cannoni contraerei da 20 mm, 37 mm e 88 mm, e cannoni semoventi Hummel e Wespe.
Il 6 giugno 1944 gli alleati lanciarono l'operazione Overlord, la 12ª era una delle unità più vicine alla zona attaccata ma senza ordine diretto di Hitler non poteva essere impiegata in azione; gli ordini arrivarono solo nel pomeriggio del 6 giugno ma a causa dei bombardamenti alleati la divisione non riuscì ad arrivare nella zona dei combattimenti prima del 7 giugno. Appena arrivata la divisione lanciò un contrattacco contro le truppe britanniche e canadesi sbarcate sulle spiagge di "Juno" e "Sword". Il 14 giugno, Witt rimase vittima di un bombardamento navale, e il comando della divisione fu assunto dall'SS-Standartenführer Kurt Meyer, detto "Panzermeyer", un altro veterano della "Leibstandarte", che divenne in tal modo il più giovane comandante di divisione dell'intera Wehrmacht all'età di 33 anni.

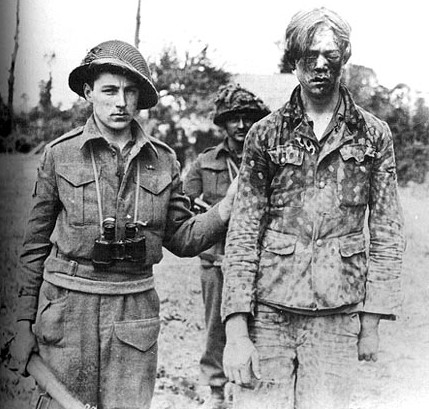
Granatiere della 12. Divisione SS "Hitlerjugend" catturato a Caen il 9 agosto 1944

Meyer guidò la divisione nella difesa dell'aeroporto di Carpiquet e dei villaggi di Authie e Büron, tuttavia, dopo un mese di accaniti combattimenti, la divisione fu costretta ad abbandonare Caen e a ritirarsi sulle sponde del fiume Orne: durante questo mese, la divisione aveva perso circa 17.000 dei suoi 22.000 uomini, e la forza corazzata era ridotta a pochi carri armati.
Alla metà di agosto diciannove divisioni dell'esercito tedesco erano state intrappolate nella sacca di Falaise, e soltanto grazie alla determinazione e agli sforzi delle divisioni "Das Reich", "Hohenstaufen" e appunto "Hitlerjugend" poté restare aperto un corridoio per permettere a gran parte di queste divisioni di ritirarsi verso est, ed evitare una nuova Stalingrado.
Iniziò quindi la ritirata, dapprima fino alla Senna e poi in Belgio, dove la divisione iniziò a riformarsi, con nuove reclute, e nuovi armamenti.  Nel frattempo Meyer era stato catturato dai partigiani belgi e consegnato agli alleati, che lo condanneranno all'ergastolo per crimini di guerra.
Gli ultimi mesi di guerra videro la divisione dapprima impegnata nella battaglia delle Ardenne, come parte del  I. SS-Panzerkorps, e, dopo il fallimento dell'offensiva tedesca, in Ungheria, nell'operazione Frühlingserwachen.
L'8 maggio 1945, alla fine della guerra, 455 uomini ed un carro armato della divisione attraversarono il fiume Enns, arrendendosi ad unità della 7ª Armata statunitense in Austria.

## Teatri operativi
- Francia (formazione e addestramento), agosto 1943 - maggio 1944[15]
- Fronte occidentale, giugno 1944 - gennaio 1945
- Fronte orientale, gennaio-maggio 1945

## Decorati con la Croce di Cavaliere
In totale furono 14 gli uomini decorati con la Croce di Cavaliere della Croce di Ferro.

### Croce di Cavaliere con fronde di quercia e spade
- Kurt Meyer, 27.08.1944 SS-Oberführer

### Croce di Cavaliere con fronde di quercia
- Gerhard Bremer, 26.11.1944 SS-Sturmbannführer
- Max Wünsche, 11.08.1944 SS-Obersturmbannführer

### Croce di Cavaliere
1944
- Wilhelm Mohnke, 11.07.1944 SS-Obersturmbannführer
- Karl Heinz Prinz 11.07.1944 SS-Sturmbannführer
- Erich Olboeter, 28.07.1944 SS-Sturmbannführer
- Emil Dürr, 23.08.1944 SS-Unterscharführer
- Hans Siegel, 23.08.1944 SS-Hauptsturmführer
- Hans Waldmüller, 27.08.1944 SS-Sturmbannführer
- Georg Hurdelbrink, 16.10.1944 SS-Obersturmführer
- Arnold Jürgensen, 16.10.1944 SS-Sturmbannführer
- Rudolf Roy, 16.10.1944 SS-Oberscharführer
- Fritz Eckstein, 18.11.1944 SS-Rottenführer
- Bernhard Krause, 18.11.1944 SS-Sturmbannführer
- Richard Rudolf, 18.11.1944 SS-Oberscharführer
- Siegfried Müller, 19.12.1944 SS-Sturmbannführer

1945
- Werner Damsch, 17.04.1945 SS-Hauptsturmführer
- Oskar Drexler, 06.05.1945 SS-Obersturmbannführer

## Comandanti
| Nome          | Grado                  | Inizio           | Fine             |
| Fritz Witt    | SS-Brigadeführer       | 24 giugno 1943   | 14 giugno 1944   |
| Kurt Meyer    | SS-Brigadeführer       | 14 giugno 1944   | 6 settembre 1944 |
| Hubert Meyer  | SS-Obersturmbannführer | 6 settembre 1944 | 24 ottobre 1944  |
| Fritz Kraemer | SS-Brigadeführer       | 24 ottobre 1944  | 13 novembre 1944 |
| Hugo Kraas    | SS-Brigadeführer       | 13 novembre 1944 | 8 maggio 1945    |

## Videogiochi
Una rappresentazione videoludica della 12. SS-Panzer-Division "Hitlerjugend" è presente in Steel Division: Normandy 44.